# 퍼스널 로봇

픽토그램

퍼스널 로봇(Personal robot) 또는 개인용 로봇은 인간 인터페이스와 디자인을 통해 개인에게 유용한 로봇이다. 이는 일반적으로 로봇 전문가가 구성하고 운영하는 산업용 로봇과는 대조적이다. 개인용 로봇은 개인이 가정이나 직장 생활의 반복적이고 단순한 부분을 자동화하여 생산성을 높일 수 있도록 하는 로봇이다.
메인프레임 컴퓨터에서 개인용 컴퓨터로의 전환이 개인 생산성에 혁명을 일으켰던 것처럼, 산업용 로봇에서 개인용 로봇으로의 전환은 가정과 직장의 생산성을 변화시키고 있다.
ASIMO나 아틀라스와 같은 로봇을 보편적으로 적용 가능한 개인용 로봇 또는 인공 하인으로 만드는 것은 주로 프로그래밍 작업에 해당한다. 오늘날 동작 계획, 컴퓨터 비전(특히 장면 인식), 자연어 처리, 자동화된 추론 분야의 비약적인 발전은 이를 가능하게 하는 데 필수적이다.

## 같이 보기
- 협동로봇
- 가사지원 로봇
- 오픈 소스 하드웨어
- 로봇 운영체제
- 소프트 로보틱스